# Phyllanthus paxianus
Phyllanthus paxianus är en emblikaväxtart som beskrevs av Moritz Kurt Dinter. Phyllanthus paxianus ingår i släktet Phyllanthus och familjen emblikaväxter. Inga underarter finns listade i Catalogue of Life.